# ジョージ・クラム
ジョージ・クラム（George Crumb、1929年10月24日 - 2022年2月6日）はアメリカ合衆国の現代音楽の作曲家、音楽教育者。

## 経歴
ウェストヴァージニア州のチャールストン出身。少年時代から作曲を始める。イリノイ大学で音楽を学んだ後、ベルリンに短期留学してから帰国し、ミシガン大学で1959年に博士号を取得した。ベルリンではボリス・ブラッハーの指導を受けている。
楽譜や音源が安定した売り上げを誇っているにもかかわらず、クラムは長らくの間大学教員であった。ヴァージニア州の大学に就職したのを手始めに、1958年にはコロラド大学でピアノと作曲の教授に就任し、1965年から長らくペンシルヴァニア大学の教壇に立った。1983年にはアネンバーグ大学の人類学教授を務めている。数々の門人でとりわけ著名なのは、オスバルド・ゴリホフである。1997年に教職を退いたが、2002年の初めに、アリゾナ州立大学の教官として短期間返り咲いた。この間も作曲を続けている。
これまで数々の受賞を獲得しており、1968年の管絃楽曲「時と河のこだま Echoes of Time and the River 」によってピュリッツァー賞を、「星の子供 Star-Child 」によって2001年度グラミー賞現代音楽最優秀作品賞を授与された。
芸歴は長く、1990年代に創作ペースが落ち込んだが、2010年代には回復している。楽譜出版社ペータースと専属契約を結んでいる。BRIDGEによる個人全集はCD20枚を数える。

## 作品
音色の探究や特殊奏法の徹底的な開発で知られ、弦楽器やフルートを喋りながら演奏させることで有名。神秘主義的・悪魔主義的な創作姿勢をとることから、その作風にスクリャービンやメシアンの精神的末裔を見出す評価もある。比較的小編成の室内楽が多く、大規模な管弦楽作品などは少数である。初期にはアントン・ヴェーベルンに影響されたものの、しだいにドビュッシーやバルトークの作風に触発されて、例のない音色の組み合わせを試みることに興味を奪われるようになり、いくつかの作品では、電子変調された楽器も利用される。また、しばしば演奏家に、風変わりなやり方で演奏することも申し入れている。
クラムの作品はしばしば、音楽そのものについてだけでなく、ドイツの作曲家のヘスポス的な演劇的なパフォーマンスについても興味が注がれている。いくつかの作品では、演奏者に対して、演奏の合間に舞台を出入りすることが要請されている。多くの楽譜では、風変わりな記譜法や譜表が使われる。渦巻状や螺旋状の五線譜が使われた作品もある。
クラムは歌曲の作曲に、しばしばフェデリコ・ガルシア・ロルカの詩を好んで用いている（1960年代後半の「マドリガル」、1970年の連作歌曲集「子供たちのいにしえの声 Ancient Voices of Children 」など）。歌曲の多くは、超絶技巧で鳴らした女性歌手ジャン・デガエターニのために作曲された。
クロノス・クァルテットやブロドスキー弦楽四重奏団の録音によって有名になった「黒い天使たち（ブラック・エンジェルズ）」（1970年）は、幅広い音色の探究に対するクラムの興味を実証する作品の一つである。電気変調をともなう弦楽四重奏曲として作曲されているだけでなく、演奏者は様々な打楽器も演奏したり、グラスを弓でこすったりと、伝統的・非伝統的であるとを問わず、様々な方法で演奏することが要求されている。さらには、世界各国の言語で（キリスト教で不吉な象徴である）数字の13を数えることも要求されている。作曲年代が、ちょうど米国がベトナム戦争の泥沼に落ち込んでいた時期であったことから、この作品は反戦音楽とも解釈されてきた。
「黒天使たち」と並んで有名な作品の一つが、4巻からなる大作のピアノ曲集「マクロコスモス」である。最初の2巻（1972年、73年）においては、内部奏法の積極的な活用が認められる。「夏の夜の音楽 Music for a Summer Evening 」として名高い第3巻（1974年）は、2台ピアノと打楽器のための作品である。第4巻「天界の力学 Celestial Mechanics 」（1979年）は連弾曲である。「マクロコスモス」という題名は、明らかにバルトークの「ミクロコスモス」に対比・言及している。「ミクロコスモス」と同じく「マクロコスモス」も性格的小品集である。しかし、この曲集で見出されるのは、バルトークよりも、むしろドビュッシーからの影響力である。とはいえ、求められている演奏技巧は、このどちらの作曲家のピアニズムとも遠く懸け離れていて、電気増幅されたピアノやプリペアド・ピアノのために作曲されている。（クラム自身は、内部奏法を用いたり、ピアノの内部に物体を仕込んで演奏するピアノのことを“extended piano”と総称した。）いくつかの場面において、ピアニストは歌ったり、何らかの語句を叫んだりすることも要求されている。
「黒天使たち」では弦楽器のペダルトーンを演奏せよ、という無理やりな要求を伴っているが、木村まりのALF奏法によって可能になったのは作曲の25年後であった。このように、クラムは新たな音響の開拓者として米国音楽史にその名をとどめたのである。

## 作品一覧
- フルートとクラリネットのための2つの二重奏曲 Two Duos (1944?)
- ヴァイオリンとピアノのための4つの小品 Four Pieces (1945)
- 声楽とクラリネット、ピアノのための「4つの歌曲」 Four Songs (1945?)
- ピアノ・ソナタ Sonata for piano (1945)
- 詩曲 Poem (1946)
- 声楽とピアノのための「7つの歌曲」 Seven Songs (1946)
- 小オーケストラのための「ゲッセマネ」 Gethsemane (1947)
- 声楽とピアノのための「3つの初期歌曲」 Three Early Songs (1947)
- 無伴奏合唱曲「アレルヤ」 Alleluja (1948)
- ヴァイオリン・ソナタ Sonata for violin and piano (1949)
- 声楽とピアノのための「ギリシャ抒情詩集」 A Cycle of Greek Lyrics (1950?)
- ピアノ曲「前奏曲とトッカータ」 Prelude and Toccata (1951)
- 弦楽三重奏曲 String Trio (1952)
- オーボエとピアノのための3つの「牧歌的小曲」 Three Pastoral Pieces (1952)
- ヴィオラ・ソナタ Sonata for viola and piano (1953)
- 弦楽四重奏曲 String Quartet (1954)
- 無伴奏チェロ・ソナタ Sonata for solo cello (1955)
- 管絃楽のためのディプティック Diptych (1955)
- 大オーケストラのための変奏曲 Variazioni (1959)
- ピアノのための5つの小品 Five Pieces (1962)
- ソプラノ、チェレスタ（またはピアノ）、2人の打楽器奏者のための「夜の音楽I」 Night Music I (1963/改訂1976)
- ヴァイオリンとピアノのための「4つの夜想曲、または夜の音楽II」 Four Nocturnes (Night Music II) (1964)
- ソプラノ、ヴィブラフォン、コントラバスのための「マドリガル第1巻」 Madrigals, Books I (1965)
- ソプラノ、アルトフルート（フルートまたはピッコロ）、打楽器のための「マドリガル第2巻」 Madrigals, Books II (1965)
- ヴァイオリン、アルト・フルート、クラリネット、ピアノのための「秋の11の木霊（エコー第1集）」 Eleven Echoes of Autumn (Echoes I) (1966)
- 管絃楽曲「時と河のこだま（エコー第2集）」 Echoes of Time and the River (Echoes II) (1967)
- バリトン、エレキギター、エレキベース、エレキチェンバロ、2人の打楽器奏者のための「死の歌とドローン、リフレイン」 Songs, Drones, and Refrains of Death (1968)
- アルト、アルトフルート、バンジョー、エレキチェロ、打楽器のための「4つの衛星の夜」 Night of the Four Moons (1969)
- ソプラノとハープ、打楽器のための「マドリガル第3集」 Madrigals, Books III (1969)
- ソプラノとアルトフルート、ハープ、コントラバス、打楽器のための「マドリガル第4集」 Madrigals, Books IV (1969)
- メゾ・ソプラノ、ボーイソプラノ、オーボエ、マンドリン、ハープ、アンプリファイド・ピアノ、トイ・ピアノ、3人の打楽器奏者のための「子供たちのいにしえの声」 Ancient Voices of Children (1970)
- 弦楽四重奏のための「黒天使たち（ブラック・エンジェルズ）」（または「印象 第1集」） Black Angels (Images I) (1970)
- ソプラノ、バスフルート、ソプラノリコーダー、シタール、2人の打楽器奏者のための「永久なる光」 Lux Aeterna (1971)
- エレキフルート、エレキチェロ、アンプリファイド・ピアノのための「鯨の声」 Vox Balaenae (1971)
- アンプリファイド・ピアノのための「マクロコスモス第1集」 Makrokosmos, Volume I (1972)
- アンプリファイド・ピアノのための「マクロコスモス第2集」 Makrokosmos, Volume II (1973)
- アンプリファイド・ピアノと2人の打楽器奏者のための「マクロコスモス第3集<夏の夜の音楽>」 Music for a Summer Evening (Makrokosmos III) (1974)
- ヴァイオリン、チェロ、ピアノ、打楽器、グラスハーモニカのための「夢の流れ」（または「印象 第2集」） Dream Sequence (Images II) (1976)
- ソプラノ、児童の声、男声合唱、ベル、大オーケストラのための「星の子」 Star-Child (1977/改訂1979)
- ソプラノとアンプリファイド・ピアノのための「幽霊」 Apparition (1979)
- アンプリファイド・ピアノのための連弾曲「マクロコスモス第4集<天界の力学>」 Celestial Mechanics (Makrokosmos IV) (1979)
- ピアノ曲「1979年のクリスマスのための小組曲」 A Little Suite for Christmas, A.D. 1979 (1980)
- ピアノ曲「小人の変奏曲」 Gnomic Variations (1981)
- オルガン曲「牧歌的なドローン」 Pastoral Drone (1982)
- 弦楽三重奏曲 Trio for Strings (1982)
- ピアノ曲「行列聖歌」 Processional (1983)
- 管絃楽曲「魔法にかけられた景色」 A Haunted Landscape (1984)
- ソプラノとピアノのための「眠る人」 The Sleeper (1984)
- アンプリファイド・フルートと3人の打楽器奏者のための「私生児のための牧歌」（または「印象 第3集」） An Idyll for the Misbegotten (Images III) (1986)[6]
- ソプラノ、アルトフルート（フルート、ピッコロ、バスフルートもちかえ）とハープのための「フェデリコの小さなわらべ歌」 Federico's Little Songs for Children (1986)
- 2台のアンプリファイド・ピアノのための「時代精神」 Zeitgeist (Tableaux Vivants) (1988)
- 2台のカリヨンのための「復活祭の夜明け」 Easter Dawning (1991)
- ギター、ソプラノ・サックス、ハープ、コントラバス、2人の打楽器奏者のための「追究」 Quest (1994)
- ギターと打楽器のための「犬の世界」 Mundus Canis (1998)
- American Songbook III: Unto the Hills (2001), for soprano, percussion quartet and piano
- アンプリファイド・ピアノのための「真夜中のセレナード」 Eine Kleine Mitternachtmusik (A Little Midnight Music) Ruminations on 'Round Midnight by Thelonius Monk (2002)[7]
- 2台ピアノのための「別世界のロマンス」 Otherworldly Resonances (2003)
- American Songbook I: The River of Life (2003), for soprano, percussion quartet and piano
- American Songbook II: A Journey Beyond Time (2003), for soprano, percussion quartet and piano
- American Songbook IV: Winds of Destiny (2004), for soprano, percussion quartet and piano
- American Songbook V: Voices from a Forgotten World (2007), for soprano, baritone, percussion quartet and piano
- American Songbook VI: Voices from the Morning of the Earth (2008), for soprano, baritone, percussion quartet and piano
- Spanish Songbook I: The Ghosts of Alhambra (2008), for baritone, guitar and percussion
- Spanish Songbook II: Sun and Shadow (2009), for female voice and amplified piano
- American Songbook VII: Voices from the Heartland (2010), for soprano, baritone, percussion quartet and piano
- Spanish Songbook III: The Yellow Moon of Andalusia (2012), for mezzo-soprano and amplified piano
- Yesteryear (2005, revised 2013), A vocalise for Mezzo-Soprano, Amplified Piano and 2 Percussionists
- アンプリファイド・ピアノのためのMetamorphoses, Book 1 (2015-2017)
- アンプリファイド・ピアノのためのMetamorphoses, Book 2 (2018-2020)

## 映像
- George Crumb: The Voice of the Whale (1976). Directed and produced by Robert Mugge. Interviewed by Richard Wernick. New York, New York: Rhapsody Films (released 1988).